# Podróż apostolska Jana Pawła II do Holandii, Luksemburga i Belgii
26. podróż apostolska Jana Pawła II – odbyła się 11–21 maja 1985 roku. Papież odwiedził Holandię, Luksemburg oraz Belgię.
Głównym celem wizyty były odwiedziny Kościoła katolickiego w krajach protestanckich oraz udział w uroczystościach 40-lecia wyzwolenia Holandii spod okupacji hitlerowskiej.

## Program pielgrzymki
Przebieg pielgrzymki był następujący:

### 11 maja
- powitanie przez mieszkańców z udziałem 10 tysięcy osób, przejście na podium po specjalnie ułożonych sztandarach cechów, korporacji i stowarzyszeń, co do tej pory stanowiło przywilej zarezerwowany jedynie dla władców Niderlandów, na lotnisku w Eindhoven
- procesja maryjna ulicami miasta do katedry św. Jana w ’s-Hertogenbosch
- msza z udziałem przewodniczących Konferencji Episkopatów z Europy w katedrze św. Jana w ’s-Hertogenbosch
- spotkanie z tysiącem wychowawców katolickich, nauczycieli świeckich i zakonnych oraz profesorów uniwersyteckich w Domu Prowincjalnym w ’s-Hertogenbosch
- nocleg w nuncjaturze apostolskiej w Hadze

### 12 maja
- spotkanie z 900 zakonnikami i zakonnicami w katedrze św. Katarzyny w Utrechcie
- spotkanie z 1200 przedstawicielami organizacji społecznych, związków zawodowych, organizacji kobiecych i służby zdrowia w kompleksie wystawowo-targowym Beatrixhal w Utrechcie
- spotkanie z tysiącem przedstawicieli organizacji misyjnych i charytatywnych działających na rzecz Trzeciego Świata w sali kongresowej w kompleksie wystawowo-targowym Beatrixhal w Utrechcie
- spotkanie z tysiącem księży, diakonów i świeckich w kompleksie wystawowo-targowym Beatrixhal w Utrechcie
- msza z udziałem 20 tysięcy osób w kompleksie wystawowo-targowym Beatrixhal w Utrechcie
- spotkanie z korpusem dyplomatycznym w nuncjaturze apostolskiej w Hadze

### 13 maja
- msza z udziałem 2,5 tysiąca osób, koncelebrowana z 8 biskupami, w Houtrushal w Hadze
- spotkanie z członkami rządu Holandii w rezydencji premiera Holandii Catshuis w Hadze
- spotkanie z członkami Międzynarodowego Trybunału Sprawiedliwości w Pałacu Pokoju w Hadze
- spotkanie z rodziną królewską w pałacu Huis ten Bosch w Hadze
- spotkanie ekumeniczne z przedstawicielami kościołów chrześcijańskich w Paushuize w Utrechcie
- msza ekumeniczna w Pieterskerk w Utrechcie
- wizyta u Bernardusa Johannesa Alfrinka w Utrechcie

### 14 maja
- msza w bazylice św. Serwacego w Maastricht
- akt zawierzenia kościoła Holandii w bazylice Najświętszej Marii Panny Gwiazdy Morza w Maastricht
- msza dla 50 tysięcy osób na lotnisku w Beek
- spotkanie z 2,5 tysiącami młodzieży w kolegium klasztoru Matki Bożej z Eem w Amersfoort
- nawiedzenie klasztoru Matki Bożej z Eem w Amersfoort
- spotkanie z Konferencją Episkopatu Holandii w kaplicy klasztoru Matki Bożej z Eem w Amersfoort

### 15 maja
- pożegnanie na lotnisku Schiphol w Amsterdamie
- powitanie, z udziałem wielkiego księcia Jana, na lotnisku w Luksemburgu
- spotkanie z niepełnosprawnymi i chorymi w katedrze Notre Dame w Luksemburgu
- spotkanie z rodziną książęcą w pałacu Wielkich Książąt w Luksemburgu
- spotkanie z przedstawicielami rządu Luksemburga, korpusem dyplomatycznym oraz przedstawicielami innych wyznań w Teatrze Wielkim Miasta Luksemburga
- spotkanie z 2000 pracowników i ich rodzin w siedzibie Europejskiej Wspólnoty Gospodarczej w Luksemburgu
- msza dla robotników i emigrantów przed bramą zakładów metalurgicznych ARBED w Esch-sur-Alzette

### 16 maja
- spotkanie z duchownymi, zakonnikami i zakonnicami oraz laikatem w Teatrze Wielkim Miasta Luksemburga
- msza dla 30 tysięcy osób, z udziałem rodziny książęcej, władz państwowych i miejskich, na Place du Glacis
- wizyta w opactwie w Echternach
- spotkanie z 15 tysiącami młodzieży w opactwie w Echternach
- powitanie przez przewodniczącego Konferencji Episkopatu Belgii Godfrieda Danneelsa, nuncjusza apostolskiego oraz biskupów na lotnisku w Brukseli
- oficjalne powitanie przez parę królewską króla Baldwina I i królową Fabiolę, przedstawicieli rządu, władz miejskich i kościelnych w Parku Brukselskim w Brukseli
- spotkanie z władzami miejskimi w Ratuszu w Brukseli
- spotkanie z 50 tysiącami osób na Grand Place w Brukseli

### 17 maja
- spotkanie z 2000 przedstawicielami laikatu zaangażowanego w pracę duszpasterską w katedrze Najświętszej Marii Panny w Antwerpii
- spotkanie z mieszkańcami na rynku w Antwerpii
- nabożeństwo pokoju na Placu Wielkim w Ypres
- msza dla 300 tysięcy osób, z oddziałem 30 biskupów i 850 księży, na lotnisku w Gandawie

### 18 maja
- życzenia urodzinowe dla Jana Pawła II od przedstawicieli wspólnot neokatechumenalnych oraz dzieci przed nuncjaturą apostolską w Brukseli
- wizyta w bazylice Najświętszej Marii Panny z Hanswyck w Mechelen
- nabożeństwo ekumeniczne z udziałem przedstawicieli prawosławia, kościoła anglikańskiego oraz protestanckich w katedrze św. Rumolda w Mechelen
- spotkanie z 20 tysiącami mieszkańców na Wielkim Placu w Mechelen
- spotkanie z przedstawicielami kościołów i wyznań niekatolickich w siedzibie arcybiskupa w Mechelen
- spotkanie z Konferencją Episkopatu Belgii w siedzibie arcybiskupa w Mechelen
- wizyta, w miejscu objawień Maryjnych, sanktuarium Najświętszej Marii Panny w Beauraing
- msza dla 40 tysiącami osób w sanktuarium Najświętszej Marii Panny w Beauraing
- spotkanie z mieszkańcami na placu św. Albina w Namur
- spotkanie z 30 tysiącami młodzieży na Stadionie Miejskim w Namur

### 19 maja
- audiencja specjalna dla reprezentantów wspólnoty islamskiej w nuncjaturze apostolskiej w Brukseli
- wizyta w Narodowej Bazylice Najświętszego Serca w Brukseli
- msza dla 100 tysięcy wiernych na placu przed Narodową Bazyliką Najświętszego Serca w Brukseli
- wizyta w kościele Matki Bożej z Laeken w Brukseli
- złożenie kwiatów na grobie Josefa-Leona Cardijna kościele Matki Bożej z Laeken w Brukseli
- spotkanie z mieszkańcami, przedstawicielami władz miejskich i kościelnych, na placu Saint Lambert w Liège
- spotkanie z przedstawicielami laikatu zaangażowanego w pracę duszpasterską w pałacu wystaw Coronmeuse w Liège
- spotkanie z 10 tysięcy Polonii z Belgii, Niemiec, Holandii, Luksemburga i Francji na Stade Fallon w Brukseli

### 20 maja
- spotkanie z przedstawicielami wspólnoty żydowskiej w nuncjaturze apostolskiej w Brukseli
- spotkanie z 10 przedstawicielami radia, telewizji i prasy katolickiej w nuncjaturze apostolskiej w Brukseli
- msza dla artystów w kościele Notre-Dame des Grâces w Brukseli
- spotkanie z królem Baldwinem i królową Fabiolą, władzami państwowymi, korpusem dyplomatycznym, przedstawicielami wyższych uczelni i różnych wyznań w Pałacu Królewskim w Brukseli
- spotkanie z rodziną królewską w Pałacu Królewskim w Brukseli
- wizyta w siedzibie Europejskiej Wspólnoty Gospodarczej w Brukseli
- spotkanie z władzami Katolickiego Uniwersytetu w Lowanium
- spotkanie z wykładowcami oraz studentami Katolickiego Uniwersytetu w Lowanium na stadionie w Leuven

### 21 maja
- spotkanie w organizatorami wizyty papieskiej w nuncjaturze apostolskiej w Brukseli
- spotkanie z delegacją chrześcijan libańskich w nuncjaturze apostolskiej w Brukseli
- wizyta na Université Catholique de Louvain w Louvain-la-Neuve
- spotkanie z 20 tysiącami wykładowców i studentów na Wielkim Placu w Louvain-la-Neuve
- obiad w opactwie Brialmont w Tilff
- wizyta w sanktuarium Matki Bożej Ubogich w Banneux
- msza dla 100 tysięcy osób, koncelebrowana przez 500 kapłanów, w sanktuarium Matki Bożej Ubogich w Banneux
- pożegnanie przez króla Baldwina I i królową Fabiolę, przedstawicieli episkopatu oraz 3 tysiące osób na lotnisku w Liège

## Kontrowersje
Przed wizytą Jana Pawła II w mediach holenderskich miała miejsce kampania antypapieska. Podczas wizyty na trasie przejazdu rozwieszano plakaty wyznaczające nagrodę za zabicie papieża oraz reklamujące polską wódkę hasłem Polska wódka lepsza niż polski papież. Pojawiły się również plakaty sygnowane przez istniejącą organizację terrorystyczną wzywającą do rozruchów antypapieskich oraz apelującą do zwolenników, aby przychodzili na spotkania papieskie z pałkami i hełmami. W Amsterdamie, na placu Dam, grupa 150 młodych ludzi powiesiła na zaimprowizowanej szubienicy kukłę wyobrażającą papieża. Spowodowało to znaczne zmniejszenie liczby osób na spotkaniach z papieżem oraz wymusiło bardzo ścisłe środki bezpieczeństwa.